# F.C. De Kampioenen seizoen 8
Reeks 8 van F.C. De Kampioenen werd voor de eerste keer uitgezonden tussen 6 december 1997 en 28 februari 1998. De reeks telt 13 afleveringen en was de laatste met origineel castlid Jacques Vermeire als het populaire personage Dimitri De Tremmerie. Vermeire keerde later eenmalig terug voor een gastrol. An Swartenbroekx (Bieke) en Ann Tuts (Doortje) zijn in 10 afleveringen te zien. 
Swartenbroekx en Tuts ontbreken in de laatste drie afleveringen. De actrices gingen destijds met zwangerschapsverlof. Zij verwachtten hun eerste kind. Daardoor ontbraken zij in de aflevering "Spoorloos", die handelt over het vertrek van Vermeires personage. 
Vermeires laatste aflevering bevat opvallend weinig interactie tussen hemzelf en zijn collega-acteurs. Vermeire deelt slechts de bühne met Ben Rottiers (Pol) en Loes van den Heuvel (Carmen), en gastacteurs Wim Van de Velde (Mario) en An Miller (klant). De andere acteurs, behalve Marijn Devalck (Boma), An Swartenbroekx en Ann Tuts, verschijnen pas met Vermeire in de allerlaatste scène. Vermeires overstap naar VTM lag gevoelig bij collega-acteurs en de crew.

## Overzicht
| Nr. serie | Nr. reeks | Titel van aflevering | Scenarist(en)       | Uitzenddatum     |  |
| --- | --------- | -------------------- | ------------------- | ---------------- |  |
| 92 | 1         | De verhuizing        | Koen Vermeiren      | 6 december 1997  |  |
| Pascale wil bij Boma gaan wonen, tegen de zin van Bieke. Zij probeert haar moeder te koppelen aan haar baas bij Publitime: Jos Dobbelaere. Deze interpreteert dit verkeerd en denkt dat Bieke een relatie met hem wil. Nu Pascale bij Boma wil gaan wonen, wil DDT het café kopen. Hij maakt zijn moeder wijs dat hij er een woonst voor Pol en Doortje van wil maken om haar geld te ontfutselen. Ma DDT merkt echter op dat als Pol en Doortje verhuizen de loft vrijkomt en zij daar kan komen wonen.             |           |                      |                     |                  |  |
| 93 | 2         | Café zonder bier     | Koen Vermeiren      | 13 december 1997 |  |
| Nu Pascale bij Boma woont en Bieke het druk heeft met haar werk, neemt Carmen tijdelijk het café over. Alleen heeft ze het zwaar onderschat. Om Boma te bewijzen dat ze wel café kan houden organiseert ze een diner dansant. DDT wil concurreren met de Kampioenen en opent een eigen kantine. Het samenwonen is voor Boma en Pascale een uitdaging, zeker omdat hij een speech moet schrijven voor het jaarlijkse bal van de vleeshandelaars.                                                                      |           |                      |                     |                  |  |
| 94 | 3         | Carmen zwanger       | Bart Cooreman       | 20 december 1997 |  |
| Carmen wil passen op het hondje van de dokter. Maar een vergeten zwangerschapstest zorgt ervoor dat iedereen denkt dat ze zwanger is. Als snel belandt het lotsbepalend ding ook in de boodschappentas van Pascale. Doortje wil Xavier voorbereiden op zijn vaderschap, maar dan denken DDT en Carmen dat Xavier Doortje zwanger heeft gemaakt. |           |                      |                     |                  |  |
| 95 | 4         | Verkocht!            | René Swartenbroekx  | 27 december 1997 |  |
| De Kampioenen zijn niet tevreden over Marc als keeper. Pol en Xavier willen hem extra trainen voor de match. Bij DDT komen er talentscouts over de vloer. Hij ziet het als een uitgelezen kans om Pol te verkopen voor een andere ploeg en doet alsof hij zijn manager is. Marc heeft een zoekertje geplaatst om werk te vinden als ober. Het zorgt voor een bijzondere voetbalmatch voor de Kampioenen. |           |                      |                     |                  |  |
| 96 | 5         | Roger                | Wout Thielemans     | 3 januari 1998   |  |
| Xavier is het beu dat iedereen aan zijn hoofd zeurt. Hij is blij dat hij naar het leger kan omdat men hem daar tenminste met rust laat. Kolonel Vandesijpe wil echter dat Xavier, gekleed in tropenkostuum, komt opdienen bij een legerbijeenkomst. Met dit tropenkostuum doet Xavier alsof hij zijn tweelingbroer Roger is die al jaren in Congo woont. |           |                      |                     |                  |  |
| 97 | 6         | F.C. De Valentino's  | Wout Thielemans     | 10 januari 1998  |  |
| DDT heeft een afspraakje met zijn droomvrouw. Pol heeft tegelijkertijd een afspraak met een lokale politica. De 2 vrouwen komen bij de verkeerde De Tremmerie terecht. Ook Boma heeft een afspraak met een van de vrouwen waardoor de misverstanden zich opstapelen. |           |                      |                     |                  |  |
| 98 | 7         | Het koekoeksjong     | Jan Schuermans      | 17 januari 1998  |  |
| Doortje ontdekt een oud geheim van DDT. Boma zoekt een opvolger om zijn worstenfabriek over te nemen. Didier, een toevallige cafégast, wilt vaderschapsfraude plegen om veel geld te kunnen krijgen. Hij doet zich bij beiden voor als hun zoon. Zijn ideeën keert hem de rug toe als zijn "vaders" plannen met hem hebben. |           |                      |                     |                  |  |
| 99 | 8         | De infiltrant        | Koen Vermeiren      | 24 januari 1998  |  |
| Boma logeert bij Pascale omdat zijn villa herschilderd wordt. Hij werkt de Kampioenen en Bieke zwaar op hun zenuwen. DDT kan een vette vis vangen. Op aanraden van Doortje gebruikt hij ondertussen de villa om een potentiële klant te ontvangen. |           |                      |                     |                  |  |
| 100 | 9         | F.C. Junior          | Nico De Braeckeleer | 31 januari 1998  |  |
| Kevin, een neefje van Pascale, logeert bij haar. De jongen kan goed voetballen Boma wil een jeugdploeg (F.C. De Kapoenen) oprichten, tegen de zin van DDT. Pol kan onderdirecteur worden op zijn school. Maar door de roddels van DDT gelooft iedereen dat hij de nieuwe trainer zal zijn van de vernieuwde ploeg. |           |                      |                     |                  |  |
| 101 | 10        | De horoscoop         | René Swartenbroekx  | 7 februari 1998  |  |
| DDT wil zijn garage verkopen aan een varkenskweker. Bieke stelt de horoscopen samen voor Publitime en schrijft bij DDT's sterrenbeeld dat hem iets gruwelijks zal overkomen als hij zijn garage verkoopt. De andere Kampioenen doen alsof hun horoscoop uitkomt. Dit zorgt wel voor ruzie binnen de koppels. |           |                      |                     |                  |  |
| 102 | 11        | Het clubblad         | Koen Vermeiren      | 14 februari 1998 |  |
| Boma wil een clubblad beginnen. Carmen en Marc worden de journalisten van het tijdschrift. Pol ontmoet een ex-vriendin (Chris De Man) die trainersstage doet bij de Kampioenen. Omdat Doortje bij haar zieke moeder logeert, trekt Chris bij Pol in. Carmen denkt daardoor dat Pol Doortje bedriegt. Ma DDT neemt de taak van secretaresse waar tijdens Doortjes afwezigheid. DDt doet er alles aan zodat ze niet te weten komt over zijn zwarte boekhouding.                                                        |           |                      |                     |                  |  |
| 103 | 12        | De aanhouder wint    | Jan Schuermans      | 21 februari 1998 |  |
| Kolonel Vandesijpe vraagt aan Boma om de tussenpersoon zijn voor alle brieven die hij ontvangt van Nicole, op wie hij verliefd is. Nicole blijkt een nicht te zijn van Pascale. Zij vraagt aan Pascale juist hetzelfde. Door enkele misverstanden verdenken Boma en Pascale elkaar van ontrouw. DDT maakt zijn moeder wijs dat Pol dringend zorg nodig heeft. Om hem uit de nood te helpen sturen Marc en Xavier brieven in naam van een geheime aanbidder, waardoor Ma DDT in een driehoeksverhouding terecht komt. |           |                      |                     |                  |  |
| 104 | 13        | Spoorloos            | Bart Cooreman       | 28 februari 1998 |  |
| Xavier duikt onder in de villa van Boma opdat hij de grote kuis niet zou moeten doen. Boma is ondertussen enkele dagen naar een congres. Vanessa, een vriendin van Boma, duikt ook onder in de villa. Ze is op de vlucht voor haar opvliegende vriend. Pascale denkt dat Boma haar weer bedriegt. DDT wil bij Radio Hallo een zonnebank winnen en speelt vals. De zonnebank zorgt dan ook het einde van zijn vrijheid.                                                                                               |           |                      |                     |                  |  |

## Hoofdcast
- Marijn Devalck (Balthasar Boma)
- Loes Van den Heuvel (Carmen Waterslaeghers)
- Johny Voners (Xavier Waterslaeghers)
- Ann Tuts (Doortje Van Hoeck) - 10 afleveringen
- Ben Rottiers (Pol De Tremmerie)
- An Swartenbroekx (Bieke Crucke) - 10 afleveringen
- Herman Verbruggen (Marc Vertongen)
- Danni Heylen (Pascale De Backer)
- Jacques Vermeire (Dimitri De Tremmerie)

## Vaste gastacteurs
(Personages die door de reeksen heen meerdere keren opduiken)
- Marc Schillemans (Jos Dobbelaere)
- Jenny Tanghe (Georgette "Ma DDT" Verreth)
- Ron Cornet (Kolonel Vandesijpe)

## Scenario

### Scenario
- Koen Vermeiren
- Bart Cooreman
- René Swartenbroekx
- Wout Thielemans
- Jan Schuermans
- Nico De Braeckeleer

### Script-editing
- Wout Thielemans

## Regie
- Stef Desmyter

## Productie
- Bruno Raes
- Marc Scheers